# Csi Paj-si
Csi Paj-si (Qi Baishi) (hsziangtan (Xiangtan), 1864. január 1. – Peking, 1957. szeptember 16.) kínai festőművész.

## Neve
A Csi Paj-si (Qi Baishi) néven világhírűvé vált kínai festőművész eredeti neve Csi Huang (Qi Huang) (齊璜 / 齐齊) illetve Csi Csun-cse (Qi Chunzhi) (齊純芝 / 齐纯芝) volt, az az adott neve (ce (zi) 字) pedig Vej-csing (Weiqing) (渭清). Mint a kínai művészek zöme, élet során ő is több művésznevet (hao 号) választott magának:
- Lan-ting (Lanting) (蘭亭 / 兰亭) = „Orchidea pavilon”
- Pin-seng (Binsheng) (瀕生 / 濒生) = "(Aki) Az élethez hasonlatos"
- Csi-ping lao-zsen (Jiping laoren) (寄萍老人) = „Békalencsén utazó öregember”
- Paj-si san-zsen (Baishi shanren) (白石山人) = „Fehér-kövi hegyi remete”
- Paj-si (Baishi) (白石) = „Fehér kő”

A „fehér kő” jelentésű Paj-si (Baishi) nevet feltehetően egyik korai példaképére, Sen Csou (Shen Zhou)ra (沈周; 1427–1509) emlékezve vette fel, akinek egyik művésznevében ugyancsak szerepelt ez a kifejezés.

## Élete
Csi Paj-si (Qi Baishi) szegény földműves család gyermekeként a Hunan tartománybeli Hsziangtan (Xiangtan) (湘潭) körzetben található Xiangce (Xiangzi) faluban született.

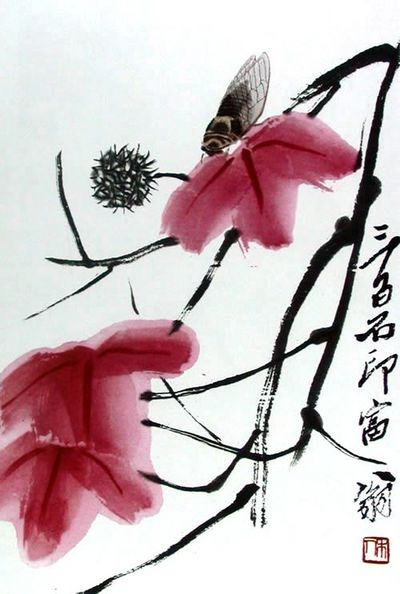
Csi Paj-si (Qi Baishi) kabócát ábrázoló festménye

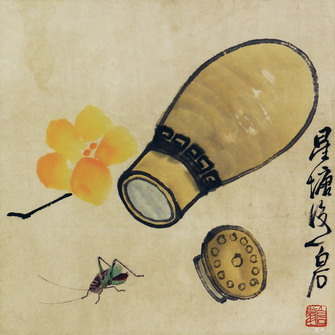
Csi Paj-si (Qi Baishi) tücsköt és lopótökből készült tücsöktartót ábrázoló festménye

1862. január 1-jén született Hunan tartomány Hsziangtan körzetében, egy Hsziangce nevű falucskában. Körülményeik miatt iskolába nem járhatott, a nagyapjától tanult meg írni-olvasni. Nyolcéves korába bekerült az anyai nagyapja által alapított magániskolába, amely azonban félév után kénytelen volt bezárni, így a gyermek Csi Paj-si (Qi Baishi) ismét a házi munkában vett részt, és bivalyt őrzött. 1877-ben asztalos-inasnak adták. A harmadik mestere – aki egyben fafaragó is volt – gyermekeként bánt a fiúval. 1880-tól már önálló asztalosként dolgozott, és tizennégy éven át ezt a mesterséget gyakorolta. Művészi tehetsége asztalosként is megmutatkozott, gyakorta rendeltek tőle díszesen faragott nászágyakat, házi-oltárokat és gyaloghintókat.
Munkája mellett saját kedvtelésére festegetett is a szabadidejében. A híres festészeti kézikönyv, a Mustármag-kert Album (Csie-ce jüan hua csuan (Jiezi yuan hua chuan) 芥子園畫傳 / 芥子園畫傳) ábráit másolta, amelyeket a szomszédjai, ismerősei rendre megvásároltak. Lassanként festőként is híre ment a környéken, és egyre gyakrabban festményeiket is rendeltek tőle. 1889-ben, a műveit kedvelő helyi földesuraknak köszönhetően már művelt barátokra is szert tett, akik megismertették a klasszikus irodalommal és megtanították verset írni. Előszeretettel foglalkozott a kínai írástudói kultúra két másik hagyományos műfajával: a kalligráfiával és a pecsétfaragással is.
1902-ben egyik barátja, akit Hszian (Xian)ba neveztek ki hivatalnoknak, meghívta, hogy festeni tanítsa ágyasát. Barátját később Pekingbe rendelték, Csi Paj-si (Qi Baishi) pedig oda is követte. Pekingben főleg a pecsétfaragásból tartotta el magát, jövedelméből pedig régi könyveket, kalligráfiákat és fametszetes nyomatokat vásárolt. 1904-ben egy újabb meghívásnak eleget téve Nancsang (Nanzhang)ba utazott. Mindeközben az ország több vidékén is egyre nagyobb hírnévre tett szert festőként és pecsétfaragóként.
1905-ben Kujlin (Guilin)ba utazott, innen egy félév múlva Kantonba utazott, katonafiát és fivérét meglátogatni. Ezt követően Jincsou (Yincsou)ba ment hajóval, ahol házitanítói állást vállalt. 1907-ben a vietnámi határra utazott, majd 1908-ban ismét Kantonba ment. 1909-ben már Sanghajban volt. Ezek az utazások nagy hatással voltak művészetére is. Az életét feldolgozó sinológus, művészettörténész Miklós Pál így ír erről:

„Ez az öt nagy utazás tapasztalatainak, látókörének és művészeti ismereteinek hatalmas gazdagodását eredményezte. Tulajdonképpen ekkor ismerte meg hazáját: a híres, képekről jól ismert tájakat, a régi korok levegőjét őrző városokat és a modernizálódó, lüktető életű kikötővárosokat. De a vasút, a hajó s a modern technika számos más eszköze is nagy élmény lehetett. S végül a sok könyv, kép, műemlék, amelyet megcsodált s amelyek egyike-másika – mint az említett festők képei – egész életére maradandó élménnyé vált: ez volt az a szellemi rakomány, amellyel 1909-ben hazatért, s amelyből az újra évtizedig tartó falusi magányban táplálkozott.”

Közel ötvenéves volt, amikor végre megtehette, hogy családja számára földet és házat vásároljon. Letelepedett, és műtermet rendezett be magának. A képzőművészet mellett foglalkozott irodalmi tanulmányokkal is, verseket, esszéket is írt.